# Hernán Núñez
Hernán Núñez de Toledo y Guzmán (Valladolid, 1475 – Salamanca, 1553) è stato un latinista, grecista e umanista spagnolo, conosciuto anche come el Comendador Griego, el Pinciano o Fredenandus Nunius Pincianus.

## Biografia
Patriarca dei grecisti spagnoli, a quindici anni entrò nell'Ordine di Santiago di cui fu Commendatore. Nel 1490 ottenne una borsa di studio presso il Reale Collegio Maggiore di San Clemente degli Spagnoli a Bologna. Ritornato in Spagna nel 1498, divenne precettore della famiglia Mendoza a Granada. In precedenza aveva finito le sue glosse al Laberinto de Fortuna di Juan de Mena, che furono pubblicate in due edizioni successive, la prima a Siviglia (1499) e la seconda, a cura di Juan Varela, a Granada (1505), dedicata al conte di Tendilla e che fu ristampata più di quindici volte in pochi anni. 
Studiò lingue classiche e orientali (ebraico e arabo) a Granada. Nel 1508 curò, sul modello degli Adagia di Erasmo, un vastissimo repertorio paremiologico pubblicato per la prima volta a Siviglia, e successivamente a Salamanca (1555) con il titolo Refranes o proverbios en romance. Si tratta di un'opera monumentale non solo per le sue dimensioni, dal momento che comprende non meno di 8.557 proverbi e modi di dire, ma anche perché include detti in altre lingue, per lo più romanze: catalano, galiziano, portoghese, francese, italiano, asturiano oltre a sentenze latine e greche. I proverbi sono in ordine alfabetico con l'indicazione della lingua, quando si tratta di detti non castigliani. Il lavoro era già in corso di stampa quando Hernán Núñez morì nel 1553; Mancava il prologo, che fu redatto in latino dal suo discepolo León de Castro. L'opera ebbe molte ristampe (spesso incomplete a causa della censura dei detti anticlericali e osceni e dell'omissione dei proverbi stranieri) ed esercitò grande influenza su paremiologi spagnoli successivi, come Juan de Mal Lara, Gabriel Meurier, César Oudin, Gonzalo Correas e Lorenzo Palmireno.
Nel 1509 tradusse in castigliano la Historia Bohemica di Enea Silvio Piccolomini. Curò nel 1519, la traduzione latina con testo greco della Lettera ai giovani di San Basilio. Fu chiamato dal cardinale Francisco Ximénez de Cisneros come censore delle edizioni di Alcalá de Henares. Qui partecipò in qualità di grecista al progetto della Bibbia Poliglotta Complutense  lavorando alla versione latina del testo dei Settanta, e fu nominato professore di retorica presso l'Università di Alcalá di recente fondazione. Successe a Demetrio Ducas nella cattedra di greco all'università dal 1519. 
Ebbe delle difficoltà a causa delle sue opinioni erasmiane, e fu costretto a lasciare l'Università di Alcalá e a recarsi a Salamanca, dove, alla morte di Antonio de Nebrija, fu nominato professore di greco nel 1523.
Divenne famoso in tutta Europa per le sue edizioni critiche delle opere di Seneca, Plinio il Vecchio e Pomponio Mela; vir diligentissimus et accuratissimus lo definì il Rossbach. "Principe della filosofia peripatetica, non inferiore a nessuno nella conoscenza delle lettere greche e latine", secondo Caspar Schoppe; "Uomo nato per le lettere e la conoscenza", secondo Hernando Alonso de Herrera. Nel 1548 si ritirò a vita privata, ma sembra che abbia continuato a insegnare l'ebraico all'Università di Salamanca. Donò i suoi libri alla biblioteca di quella Università.

## Opere
- Glosa sobre las Trezientas de Juan de Mena, Sevilla (1499) y Granada (1505).
- L. Annaei Senecae Opera, Basilea, 1529. Se hicieron diez ediciones hasta 1627.
- Observationes Fredenandi Pintiani in loca obscura et depravata Hist. Natur. C. Plinii, Salamanca, 1544.
- Refranes de la lengua castellana, Salamanca, 1555. Existe una edición crítica moderna, Refranes o proverbios en romance (1555) de Hernán Núñez. Edición crítica de Louis Combet, Julia Sevilla, Germán Conde y Josep Guia. Madrid, Ediciones Guillermo Blázquez, 2001; 2 vols.